# Sabangan
Sabangan is een gemeente in de Filipijnse provincie Mountain Province op het eiland Luzon. Bij de laatste census in 2007 had de gemeente ruim 9 duizend inwoners.

## Geografie

### Bestuurlijke indeling
Sabangan is onderverdeeld in de volgende 15 barangays:
| - Bao-angan - Bun-ayan - Busa - Camatagan - Capinitan - Data - Gayang - Lagan | - Losad - Namatec - Napua - Pingad - Poblacion - Supang - Tambingan |

## Demografie
Sabangan had bij de census van 2007 een inwoneraantal van 9.098 mensen. Dit zijn 370 mensen (4,2%) meer dan bij de vorige census van 2000. De gemiddelde jaarlijkse groei komt daarmee uit op 0,57%, hetgeen lager is dan het landelijk jaarlijks gemiddelde over deze periode (2,04%). Vergeleken met de census van 1995 is het aantal mensen met 489 (5,7%) toegenomen.

De bevolkingsdichtheid van Sabangan was ten tijde van de laatste census, met 9.098 inwoners op 72 km², 126,4 mensen per km².

## Geboren in Sabangan
- Victor Dominguez (3 mei 1935), politicus (overleden 2008);